# Cymatium (gênero)
Cymatium é um gênero de moluscos gastrópodes marinhos predadores pertencente à família Cymatidae, com quatro espécies. Até o século XX este gênero incluía um número maior de espécies, agora classificadas em outros gêneros. Foi classificado por Peter Friedrich Röding, em 1798, e sua espécie-tipo, Cymatium femorale, fora descrita por Carolus Linnaeus no ano de 1758, em seu Systema Naturae. Sua distribuição geográfica abrange o oeste do oceano Atlântico e oceanos Índico e Pacífico, em regiões específicas, de águas tropicais.

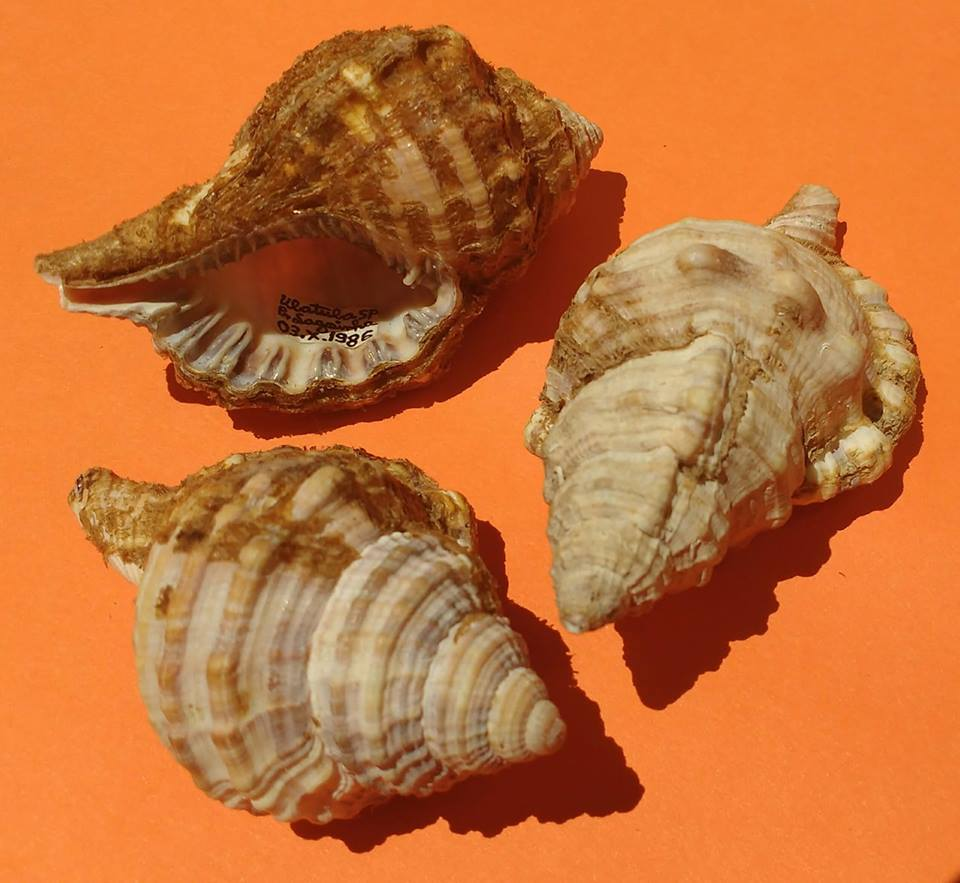
Conchas de Monoplex parthenopeus (Salis Marschlins, 1793), ex Cymatium parthenopeum. Muitas espécies fizeram parte do gênero Cymatium, no passado.

## Espécies deCymatium
Cymatium femorale Linnaeus, 1758 - Espécie-tipo
Cymatium raderi D'Attilio & Myers, 1984
Cymatium ranzanii (Bianconi, 1850)
Cymatium tigrinum (Broderip, 1833)

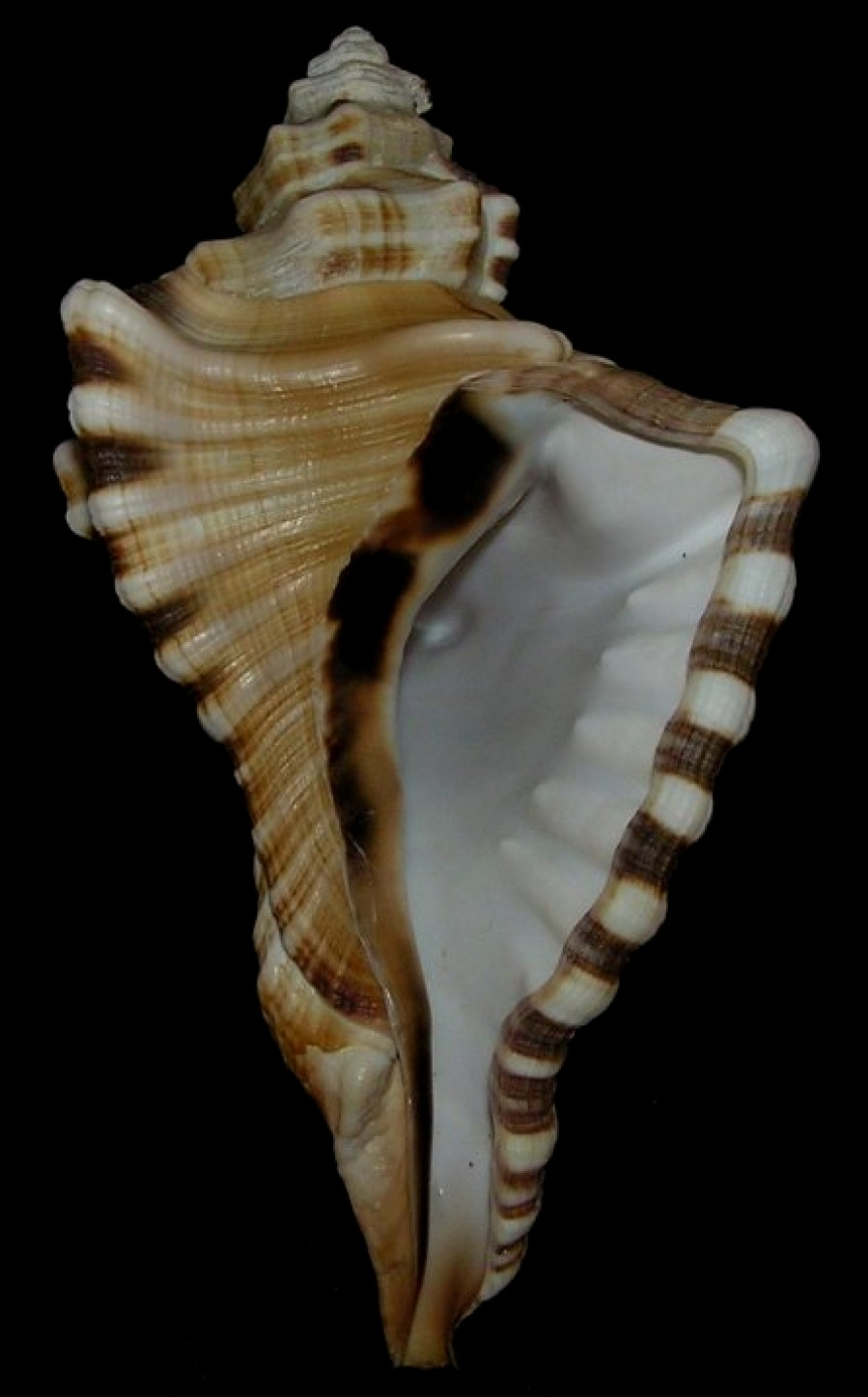
Vista inferior de Cymatium ranzanii (Bianconi, 1850), uma espécie que esteve sumida por 111 anos, até ser redescoberta em Moçambique.